# 제임스 위트모어
제임스 위트모어(James Whitmore, 1921년 10월 1일 ~ 2009년 2월 6일)는 미국의 배우이다.

## 출연 작품

### 영화
- 《Battleground》...Kinnie 역 (1949년)
- 《Give 'em Hell, Harry!》...해리 S. 트루먼 역 (1975년)
- 《쇼생크 탈출》...브룩스 하틀렌 역 (1994년)

### 드라마
- 《더 프랙티스》...Raymond Oz 역

### 연극
- 《Command Decision》...Tech Sergeant Harold Evans 역 (1948년)

## 수상
- 《Tony Award Outstanding Performance by a Newcomer》(1948년)
- 《Golden Globe Award for Best Supporting Actor – Motion Picture》(1949년)
- 《Best Spoken Word Recording》(1976년)
- 《Primetime Emmy Award for Outstanding Guest Actor in a Drama Series》(2000년)